# Giulia Tamayo León
Giulia Tamayo León (Lima, 21 de julho de 1958 - Montevideo, 9 de abril de 2014) foi uma advogada peruana defensora dos direitos humanos e comprometida com a promoção do direito a uma vida livre de violência para as mulheres. Trabalhou na defesa dos direitos das mulheres indígenas que foram submetidas a esterilização forçada em Peru. Por realizar este trabalho, foi vítima de ameaças de morte e forçada ao exílio. Sua ampla trajectória na defesa dos direitos das mulheres levou-lhe a ser assessora do Despacho Ministerial de Justiça do Peru e a fundar diversas organizações como o Centro da Mulher Peruana Flora Tristán. Morreu de cêncer em abril de 2014.

## Publicações mais destacadas

### Livros e estudos
- (1992) Desplazamiento, género y desarrollo: perspectivas y problemática de género y desarrollo en la atención a poblaciones por la violencia armada en el Perú. UNIFEM- Perú
- (1995) Informe de las ONG's peruanas a Beijing. CESIP, Lima.
- (1995) Derechos y ética en la salud reproductiva. CLADEM, Lima.
- (1996) Delegaciones policiales de mujeres y secciones especializadas: diagnóstico sobre el sistema de atención policial a los problemas derivados de la violencia ejercida contra las mujeres y medidas para una defensa eficaz de los derechos de las agraviadas en la administración de justicia. Centro de la Mujer Peruana Flora Tristán, Lima.
- (1997) Las mujeres y el poder: retos y dilemas en la construcción política de la equidad. Centro de la Mujer Peruana Flora Tristán, Lima.
- (1998) Silencio y complicidad: violencia contra las mujeres en los servicios públicos de salud en el Perú. CLADEM, Lima.
- (1998) Algo más que palabras. Colectivo Editorial Mujer, Montevideo.
- (1998) Planificación familiar: metas que matan. DESCO, Lima.
- (1999) Nada personal. Reporte de derechos humanos sobre la aplicación de la anticoncepción quirúrgica en el Perú 1996-1998. CLADEM, Lima.
- (2000) Cuestión de Vida. Balance regional y desafíos sobre el derecho de las mujeres a una vida libre de violencia. CLADEM, Lima.
- (2001) Bajo la Piel. Derechos sexuales, derechos reproductivos. Centro de la Mujer Peruana Flora Tristán, Lima.[3]
- (2003) Género y Desarrollo en el marco de los derechos humanos en Género en la Cooperación al Desarrollo: una mirada a la desigualdad. ACSUR-Las Segovias
- (2014) "De entuertos y a tuerto: Las verdades incómodas del PNSRPF, la renuencia a investigar judicialmente crímenes contra el derecho internacional y sus consecuencias sobre las víctimas.” Artículo publicado en el libro Memorias del caso peruano de esterilización forzada.
- (2015) Inventario a favor de la Alegría. Ediciones Raíces y Alas, Montevideu.

### Publicações colectivas
- (1995) Loli, S; Tamayo, G y Vásquez, R. La mujer y el ejercicio de sus derechos: límites y proyecciones: informe. Centro de la Mujer Peruana Flora Tristán, Lima.
- (1987) Vásquez, R; Tamayo, G y Loli, S. El maltrato a mujeres: un estudio de casos: informe final. Centro de la Mujer Peruana Flora Tristán, Lima.
- (1989) Vásquez, R, y Tamayo, G. Violencia y Legalidad. Centro de la Mujer Peruana Flora Tristán, Lima.
- (1990) Tamayo, G y García Ríos, J. Mujer y varón: vida cotidiana, violencia y justicia: tres miradas desde El Agustino 1977- 1984- 1990. Raíces y Alas, Lima.
- (2008) Amnistía Internacional. España: ejercer la jurisdicción universal para acabar con la impunidad. Serie Estrechando el cerco nº 2. Amnistia Internacional, Espanha.